# Fausto Rocha
Fausto Auromir Lopes Rocha, mais conhecido como Fausto Rocha (São Paulo, 4 de novembro de 1938 — Campinas, 7 de abril de 2011) foi um apresentador de televisão, professor universitário, radialista e político brasileiro.

## Biografia
Filho de Fausto Martins Rocha e de Odete Lopes dos Santos Rocha, bacharelou-se em Direito na Faculdade do Vale Paraibano, na turma de 1966.
Na televisão, sua carreira teve início na década de 1960, na TV Tupi São Paulo, apresentando o telejornal Imagens do Dia. De 1975 a 1979, exerceu a função de locutor oficial do Palácio dos Bandeirantes, na gestão do governador Paulo Egydio Martins.
Em 1978, concorreu ao cargo de deputado estadual pela ARENA e foi  o candidato mais votado de seu partido. Assumiu, assim, mandato na 9ª legislatura (1979-1983) da Assembleia Legislativa de São Paulo, período em que integrou as comissões de Constituição e Justiça, Finanças e Orçamento, Esportes e Turismo, e Promoção Social, além da comissão especial de investigação da situação dos menores abandonados.
Durante o governo de Paulo Maluf, já no PDS (criado após a extinção da ARENA), exerceu o cargo de secretário extraordinário da Desburocratização, entre 1981 e 1982.
Em 1982, foi reeleito deputado estadual pelo PDS. Nesse mandato (10ª legislatura), fez parte das comissões de Relações do Trabalho e Cultura, Ciência e Tecnologia.
Em 1986, foi eleito deputado federal para a Assembleia Nacional Constituinte, tornando-se integrante titular da Subcomissão da Ciência e Tecnologia e da Comunicação, e da Comissão de Família, da Educação, Cultura e Esportes.
Filiou-se ao PFL e integrou o bloco parlamentar evangélico. Nesse mandato, votou a favor da licença paternidade e da licença gestante, e do mandato de cinco anos do presidente José Sarney.
Em 1990, reelegeu-se deputado federal pelo PRN (o mesmo que elegeu presidente da República Fernando Collor de Mello), sendo o candidato evangélico mais votado do país. Em 1992, votou pelo impeachment do presidente Collor e, no ano seguinte, filiou-se ao PSD.
Após o fim do mandato, em 1995, não mais concorreu a cargos eletivos, passando a dedicar-se à carreira empresarial na área jornalística — era dono da TV FR, emissora de TV no interior de São Paulo, hoje Rede Família e RecordTV Paulista e de duas revendas de automóveis em Campinas.
Ocupou a cadeira 14 da AELB(Academia Evangélica de Letras do Brasil)
Na Televisão apresentou telejornais na TV Record, TV Excelsior, TV Cultura (apresentou aulas de Educação Moral e Cívica e de Ciências Fisicas e Biológicas) e colocou no ar os Programas de TV: "Um Pouco de Sol", do Pr.Rubens Lopes; "Reencontro', do Pr. Nilson Fanini; "Programa Rex Hurnbard" e outros. 
Morreu de parada cardíaca e foi sepultado no Cemitério do Araçá.